# Liste der Biografien/Kux
Liste der Biografien |
Portal Biografien |
Personensuche
# |
A |
B |
C |
D |
E |
F |
G |
H |
I |
J |
K |
L |
M |
N |
O |
P |
Q |
R |
S |
T |
U |
V |
W |
X |
Y |
Z |
?
 
Ka |
Kb |
Kc |
Kd |
Ke |
Kf |
Kg |
Kh |
Ki |
Kj |
Kl |
Km |
Kn |
Ko |
Kp |
Kr |
Ks |
Kt |
Ku |
Kv |
Kw |
Ky |
Kx |
Kz
 
Kua |
Kub |
Kuc |
Kud |
Kue |
Kuf |
Kug |
Kuh |
Kui |
Kuj |
Kuk |
Kul |
Kum |
Kun |
Kuo |
Kup |
Kuq |
Kur |
Kus |
Kut |
Kuu |
Kuv |
Kuw |
Kux |
Kuy |
Kuz
Die Liste der Biografien führt alle Personen auf, die in der deutschsprachigen Wikipedia einen Artikel haben. Dieses ist eine Teilliste mit 9 Einträgen von Personen, deren Namen mit den Buchstaben „Kux“ beginnt.

## Kux
- Kux, Auguste (* 1828), deutsche Köchin, Kochbuch-Autorin und Kochschul-Direktorin
- Kux, Barbara (* 1954), Schweizer ManagerinBarbara Kux (* 1954)

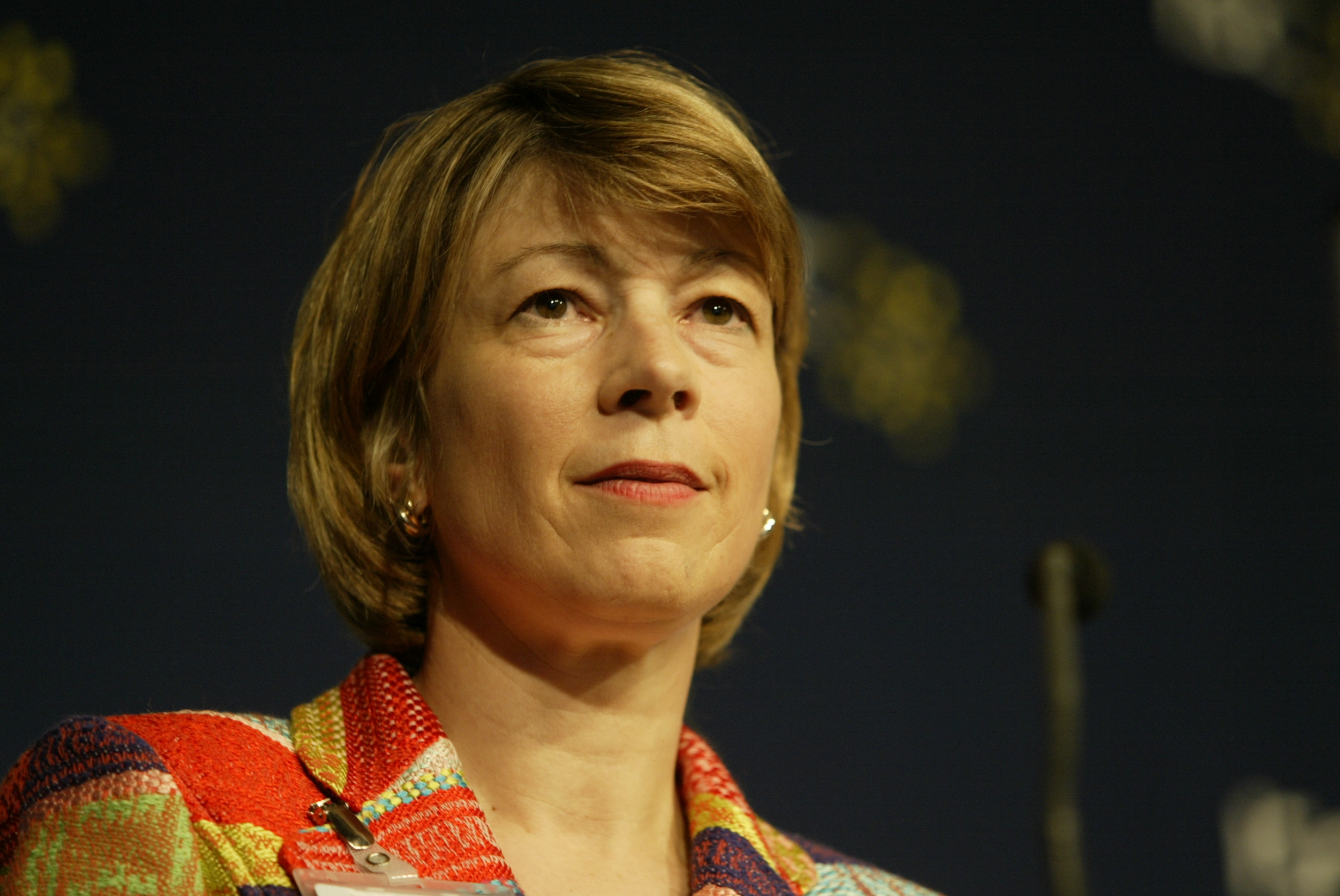
Barbara Kux (* 1954)

- Kux, Christian (* 1985), deutscher Radrennfahrer
- Kux, Erich (1882–1977), deutscher Architektur-, Landschafts- und Porträtmaler, Illustrator und Karikaturist
- Kux, Johann (1861–1940), österreichisch-tschechischer Mediziner und Lokalhistoriker
- Kux, Jörn (* 1970), deutscher Filmkomponist und Musikproduzent
- Kux, Lina, deutsche Köchin, Kochbuch-Autorin und Kochschul-Direktorin

### Kuxo
- Kuxová, Ivana (* 1981), slowakische Schauspielerin
- Kuxová, Natálie (* 2003), tschechische Handballspielerin